# Тонгаріро (національний парк)
Національний парк Тонгаріро (англ. Tongariro National Park) — найстаріший національний парк у Новій Зеландії, розташований у центральній частині Північного острова. Він був визнаний ЮНЕСКО як один із 28 змішаних культурно-природних об'єктів Світової спадщини.
Національний парк Тонгаріро є четвертим найстарішим національним парком у світі. У центрі парку лежать активні вулканічні гори Руапеху, Нгаурухоє та Тонгаріро.
Також у парку розташовані кілька релігійних об'єктів маорі, а вершини Тонгаріро, у тому числі Нгаурухоє і Руапеху, є тапу (священні) для цього народу. Довкола парку розташовано багато міст, у тому числі Охакуне, Вайоуру, Хоропіто, Покака, Еруа, Нешнл Парк і Турангі, а також район гірськолижного спорту Вакапапа.
«Альпійський перехід Торнагіро» вважається одним з найкращих у світі одноденних походів (хайкінговим маршрутом).

## Географія

### Розташування
Національний парк Тонгаріро охоплює площу приблизно 795,98 км² і простягнувся між 175°22' і 175°48' східної довготи та 38°58' і 39°25' південної широти, у самому центрі Північного острова Нової Зеландії. Він розміщується всього за декілька кілометрів на захід-південний захід від озера Таупо, за 330 км дорогою на південь від Окленда та за 320 км на північ від Веллінгтона. Парк розташований на значній частині вулканічного плато Північного острова. Прямо на сході від парку піднімається хребет Кайманава. Річка Вангануї має витік у парку Тонгаріро і тече через однойменний з нею національний парк Вангануї на захід.
Більша частина парку належить до округу Руапеху (регіон Манавату-Вангануї), а північний схід — до округу Таупо (регіон Ваїкато або Хоукіс Бей на півночі).
Цікаво, що точним антиподом парку (тобто розташованим по прямій на протилежному боці Землі) є також національний парк — Кабаньєрос в Іспанії.

### Виміри

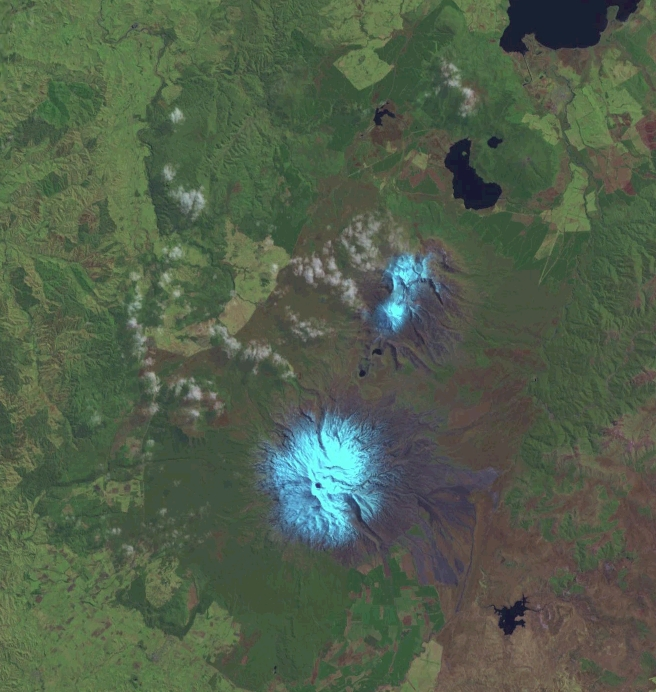
Супутникова фотографія Національного парку Тонгаріро

Національний парк Тонгаріро простягається навколо масиву з трьох діючих вулканів Руапеху, Нгаурухоє і Тонгаріро. Мальовничий заповідник Піханга, який охоплює озеро Ротопоунаму, гору Піханга та масив Какарамеа-Тіхіа, є територіально відокремленою частиною національного парку.
На кордоні парку лежать міста Турангі, Нешнл Парк і Охакуне. Дещо далі лежать Вайоуру і Раетіхі. В межах парку єдиними поселеннями є туристичне село у Вакапапа-Віледж, який призначено виключно для забезпечення гірськолижних трас. Два поселення маорі (каінга) Папакай та Отукоу не є частиною парку, але лежать на березі озера Ротоайра між головною частиною парку та мальовничим заповідником Піханга.
Основна частина національного парку Тонгаріро оточена добрими дорогами, які приблизно пролягють межами парку й забезпечують легкий доступ до нього. Головна вітка залізниці Північного острова з Окленда до Веллінгтона проходить через поселення Нешнл Парк.

### Клімат

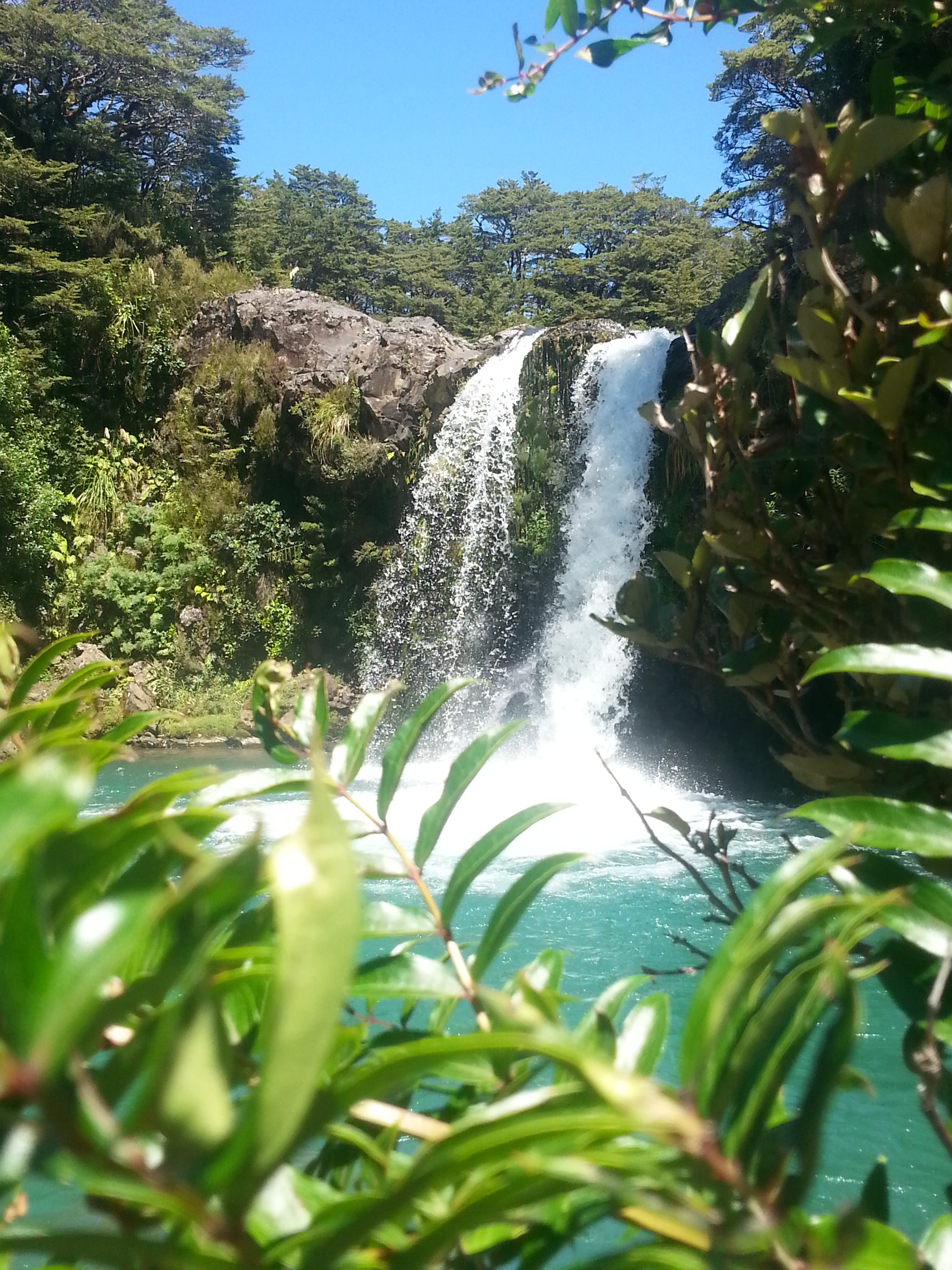
Водоспад Таухай, січень 2014 р.

Як і вся Нова Зеландія, Національний парк Тонгаріро розташований у помірному поясі. Переважають західні вітри, що насичуються водою над Тасмановим морем. Оскільки вулкани Національного парку Тонгаріро є першими значними висотами, на які наражаються ці вітри на Північному острові, крім гори Таранакі, то дощ у парку йде майже щодня. Відмінності у кількості опадів на сході та заході від гір не настільки великі, як у Південних Альпах, оскільки ці три вулкани не належать до якогось великого гірського хребта, але ефект дощової тіні все ж помітний — пустеля Рангіпо на східному підвітряному боці отримують 1000 мм опадів на рік. На противагу Вакапапа Віллідж (1119 м.н.м.) отримує середньорічну кількість опадів близько 2200 мм, Охакуне (610 м.н.м.) — близько 1250 мм, а вищі висоти, такі як Івікау Віллідж (1770 м.н.м.) — близько 4900 мм. Температури значно змінюються навіть протягом одного дня. У Вакапапа вони можуть впасти нижче точки замерзання в будь-який день року. Середня температура становить + 13 °С, з максимумом +25 °C в літній час і мінімумом −10 °C взимку. В окремі роки вершини трьох вулканів влітку лишаються вкриті снігом; на вершині гори Руапеху снігові поля можна бачити щоліта, а вершина має льодовик.

## Історія

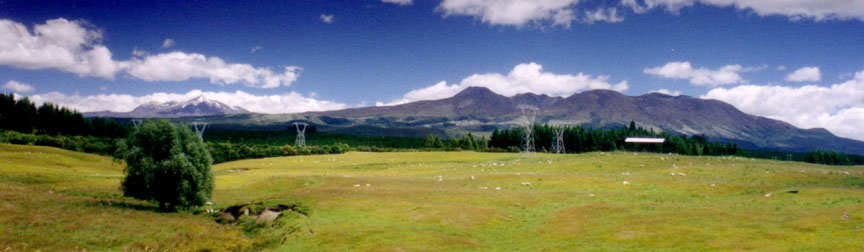
Три вулкани: снігова вершина Руапеху (ліворуч), конічна Нгаурухоє (в центрі) та широка куполоподібна Тонгаріро (праворуч)

Гірські вершини парку мають велике значення для місцевих маорі.
У 1886 році для того, щоб запобігти продажу гір європейським переселенцям, місцеве іві Нгаті Тувхаретоа добилося дослідження гір Судом земель аборигенів (англ. Native Land Court) та призначення їх як резерву в ім'я певних вождів, одним з яких був Те ХеуХеу Тукіно IV (Хоронуку), найбільш значного вождя згаданого іві маорі.
Пізніше вершини Тонгаріро, Нгаурухоє, і частини вулкана Руапеху, були підпорядковані англійській короні 23 вересня 1887 року за умови, що там буде створений заповідник.
Ця територія площею 26,4 км²> вважалась замалою, щоб створити національний парк за моделлю Єллоустонського національного парку в Вайомінгу, США, і тому були придбані додаткові ділянки довкола. Коли парламент Нової Зеландії прийняв закон про національний парк Тонгаріро в жовтні 1894 року, він вже мав фактичну площу близько 252,13 км², але вся земля була придбана лише до 1907 року. Коли закон був поновлений в 1922 році, парк розширили до 586,8 км². Подальші розширення, особливо створення мальовничого заповідника Піханга у 1975 році, розширили парк до його нинішнього розміру 795,98 км². Останні зміни до Закону ухвалено в 1980 році. Національний парк Тонгаріро перебуває під контролем Департаменту охорони природи Нової Зеландії з часу його створення в 1987 році.
Першими заходами в новоствореному національному парку Тонгаріро були створення туристичних хатин на початку 20-го століття. Але лише з відкриттям залізниці в 1908 році і будівництвом доріг в 1930-х роках парк почала відвідувати значна кількість людей. Другий закон про національний парк Тонгаріро акт 1922 року започаткував якісь активні зусилля по збереженню природи, але перший постійний доглядач парку почав роботу лише 1931 року. Дорожнє будівництво в долині Вакапапа почалося вже в 1920-х роках. Перша лижна хатина на території побудована в 1923 році на висоті 1770 м.н.м., потім дорога, і в 1938 році — перший гірськолижний підйомник. Готель «Шато Тонгаріро», який досі існує в центрі селища Вакапапа, відкрили 1929 року. Це ранній розвиток туризму пояснює вельми незвичайне існування постійно населеного селища і повністю розвиненого гірськолижного курорту у національному парку. 
На початку 20-го століття, адміністратори парку привнесли до нього верес, маючи на меті створити полювання на рябчиків. Рябчиків до парку так і не завезли, а от верес почав розростатись і загрожує екологічній системі й ендемічним рослинам парку. Робляться спроби контролю його поширення, однак повне викорінення здається малоймовірним.

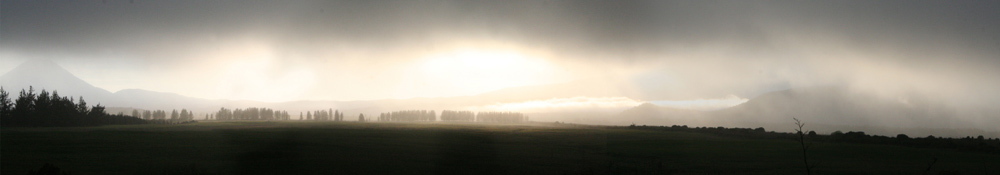
Схід сонця в національному парку Тонгаріро

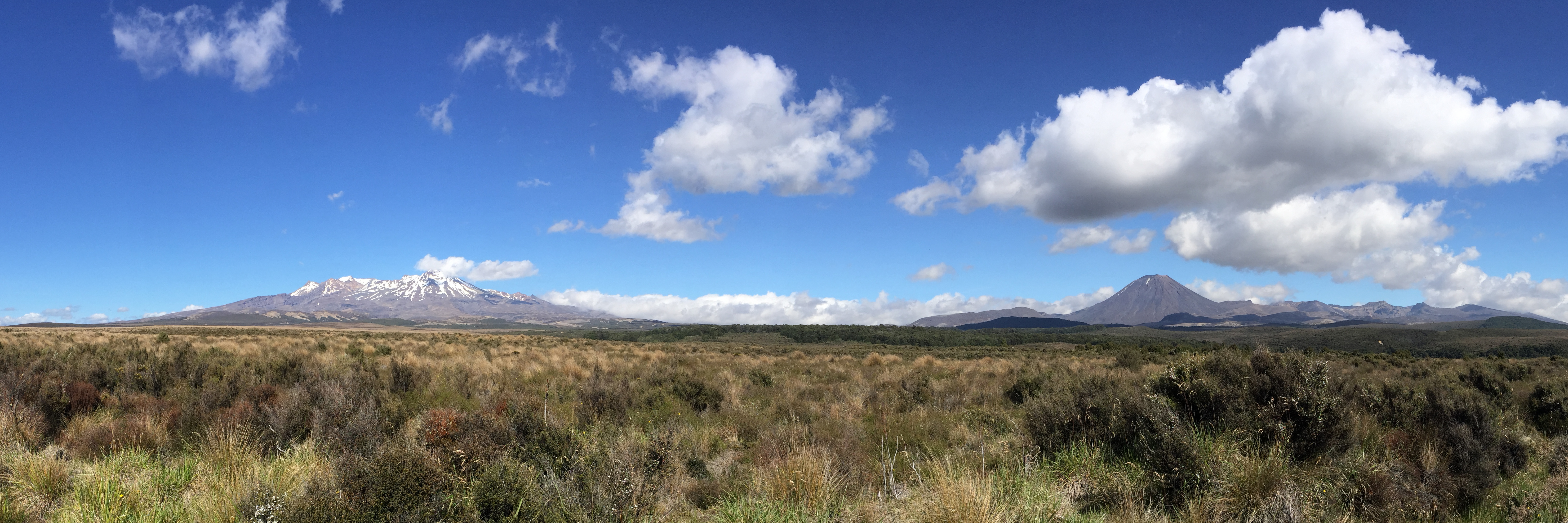
Панорама гори Руапеху і Нгаурухоє, снята з Пустельної дороги в січні 2015 року

## Електромережа Тонгаріро
Електромережу Тонгаріро (англ. Tongariro Power Scheme) розробили з урахуванням якомога більшого збереження та захисту природи. Вона збирає воду з гір центрального вулканічного плато, пропускає її через електростанції Рангіпо (120 МВт) і Токаану (240 МВт) і відпускає її в озеро Таупо. Мережа використовує води з басейну площею понад 2600 км² і ряд озер, каналів і тунелів для доставки води до двох станцій, які в середньому генерують 1400 ГВт на рік або близько 4 % загального обсягу виробництва електроенергії в Новій Зеландії. Додатковий водозбір збільшує об'єм води в озеро Таупо і вниз по річці Ваїкато на 20 %.
Західне відгалуження використовує воду з шести річок і струмків від річки Вакапапа до річки Вангануі, та спускає її у озеро Ротоайра через озеро Отамангакау. Електростанція Токаану підключена до озера Ротоайру шестикілометровим тунелем через гору Тіхіа. Вона також використовує воду річки Тонгаріро через тунель і канал Поуту.
На східному схилі гори Руапеху, вода перенаправляється від хребтів Кайманава і верхів'їв річки Вахіаноа через 20-кілометровий тунель до греблі Рангіпо. Станція Рангіпо потужністю 120 МВт розташована за 230 м під землею. Її турбіни розміщені в печері, вирізаній у цільній породі й облицьований бетоном. Власник електростанцій «Genesis Energy» розробило заходи щодо пом'якшення наслідків із зацікавленими сторонами з метою зменшити вплив на довкілля електромережі Тонгаріро.
Деякі з цих заходів включають в себе управління рівнем озера, програми екологічного моніторингу та угод з місцевими іві, щоб організувати процес участі іві в моніторингу навколишнього середовища та доступі до інформації. 

## Геологія
Вулкани парку лежать на південному кінці вулканічного хребта довжиною 2500 км, під яким Індо-Австралійська плита стикається з Тихоокеанською плитою. Тихоокеанська плита субдукує під Індо-Австралійську плиту і відповідно розплавляється під високими температурами естеносфери. Оскільки магма менш щільна за іншу породу, вона піднімається на поверхню і проходить через розломи земної кори і породжує вулканічні процеси на цій ділянці.
Вулканічні процеси працюють над створенням гір у національному парку Тонгаріро більш як два мільйони років. Три вулкани (Тонгаріро, Нгаурухоє і Руапеху) залишаються активними. Два найпівнічніших вулкани парку (Піханга та масив Какарамеа-Тіхіа) останній раз вивергались понад 20 000 років тому, але з них в історичні часи сходили сельові потоки.

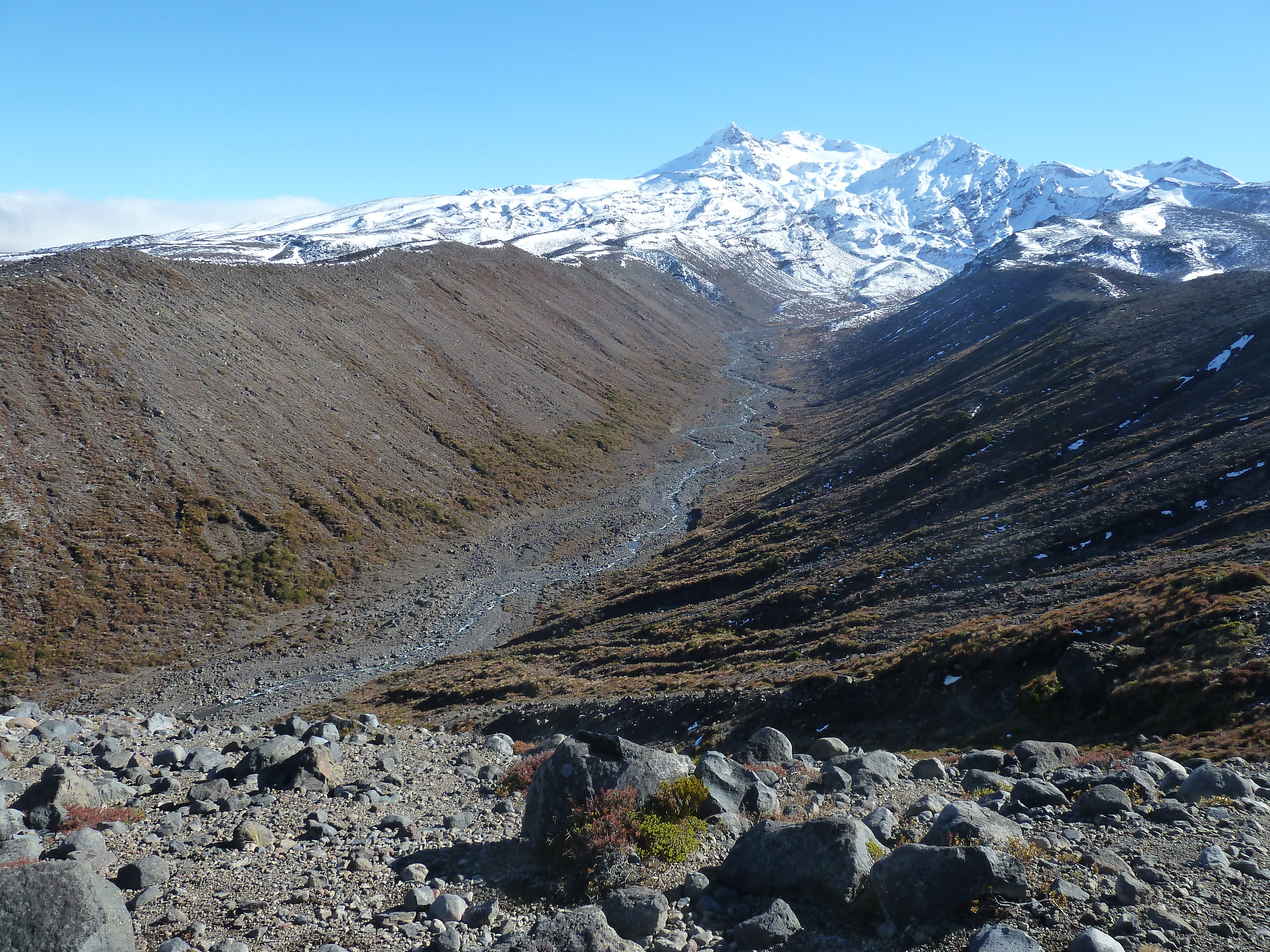
Льодовикова долина на південно-східній стороні Руапеху

Ерозія та відкладення гірських льодовиків також відігравали важливу роль у створенні форми вулканів Тонгаріро і Руапеху. Сьогодні на вершині гори Руапеху існують невеликі льодовики, однак є численні геоморфологічні докази великого зледеніння в недавньому геологічному минулому. На Тонгаріро востаннє льодовики існували під час останнього льодовикового максимуму.

## Біологія

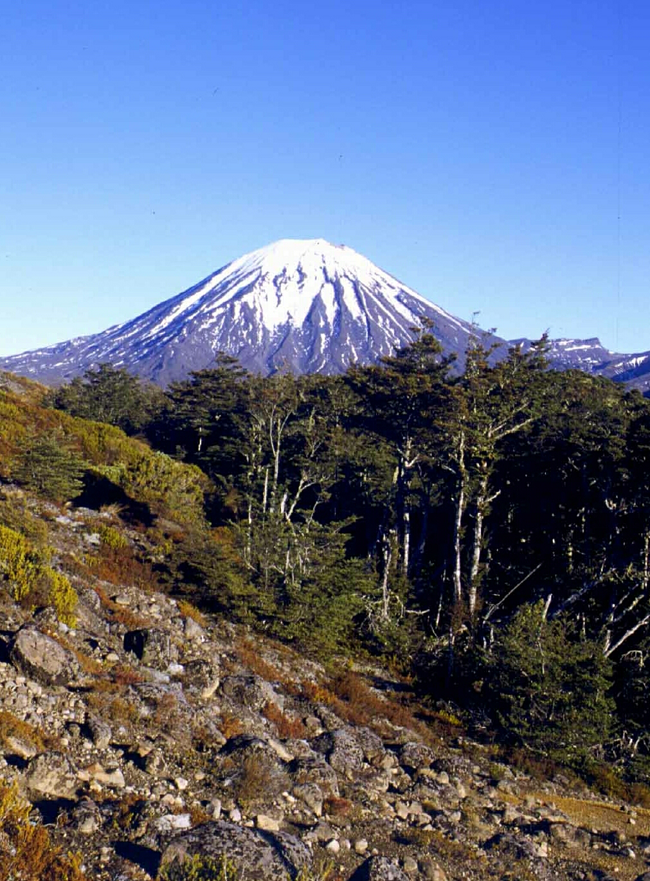
Південні букові ліси на схилах гори Руапеху

### Флора
Національний парк Тонгаріро є грубим і частково нестабільним середовищем. На півночі і заході парку, подокарпові-широколистяні дощові ліси біля озера Таупо простягаються понад 30 км² і до висоти 1000 м.н.м. У цьому дощовому лісі поширені тотара Холла (Podocarpus hallii), кахікатеа (Dacrycarpus dacrydioides), камахі (Weinmannia racemosa), пахаутеа (Libocedrus bidwillii) і численні епіфіти (папороті, орхідеї і гриби). Дерева пахаутеа можна знайти на висоті 1530 м.н.м., де вони покривають ділянку 127,3 км². На цьому рівні також можна знайти 50 км2 букового лісу, в якому зустрічаються червоний (Nothofagus fusca), срібний (Nothofagus menziesii) і гірський бук (Nothofagus solandri var cliffortioides). Підлісок у лісах складають різні папороті, такі як папороть Blechnum discolor, а також чагарникові породи. Є також 95 км² зона чагарникових заростей, що складається з канука (Leptospermum ericoides), манука (Leptospermum scoparium), сосни Phyllocladus aspleniifolius, інака (Dracophyllum longifolium), моху Rhacomitrium lanuginosum, маленьких буків і привнесеного вересу. На північному заході і навколо гори Руапеху, на висотах між 1200 і 1500 м.н.м., скреби і кочкова трава охоплює великі площі (близько 150 км²), де представлені в основному кочковою травою (Chionochloa rubra), інакою, кучеряволистим нейнеєм (Dracophyllum recurvum), дротяної осоки (Empodisma minus), і болотної осоки (Schoenus pauciflorus), а також вересу і трав, таких як жорсткої костриці (Festuca novaezelandiae) і тонконіг (Poa colensoi). Вище 1500 м.н.м., рельєф складається з гравію і кам'яних полів і відповідно є нестабільним. Тим не менш, деякі рослини іноді селяться там, наприклад, кучеряволистий нейней, сніговий тотара (Podocarpus nivalis), гірський сніжноягідник (Gaultheria colensoi), щетинкова купина (Rytidosperma setifolium), тонконіг і Raoulia albosericea, які займають площу 165 км2. Між 1700 і 2020 м.н.м. є окремі види Parahebe, Gentiana bellidifolia і лютиків. Вище 2200 м.н.м. поширені тільки накипні (коркові) лишайники

### Фауна
У парку налічується 56 значущих видів птахів, таких як рідкісні ендемічні види — північний ківі, кака, синя качка (Hymenolaimus malacorhynchos), Bowdleria punctata vealeae, двосмужковий пісочник (Charadrius bicinctus) і новозеландський сокіл (Falco novaeseelandiae). Інші види птахів, які поширені в парку — новозеландський туї (Prosthemadera novaeseelandiae), макомако (Anthornis melanura), сова руру (Ninox novaeseelandiae), ріроріро сірий (Gerygone igata), віялохвістки (Rhipidura), могуа білоголовий (Mohoua albicilla) і окулярник сивоспинний (Zosterops lateralis).
Парк також має два єдиних місцевих ссавці Нової Зеландії — кажани Mystacina tuberculata і Chalinolobus tuberculatus. У національному парку Тонгаріро безліч комах, як метелики і віта. Також в парку, як і у всій Новій Зеландії, присутні тварини, завезені європейцями, такі як пацюк чорний, горностай, кіт, кролик, заєць, опосум і олень благородний.

## Рекреаційні можливості

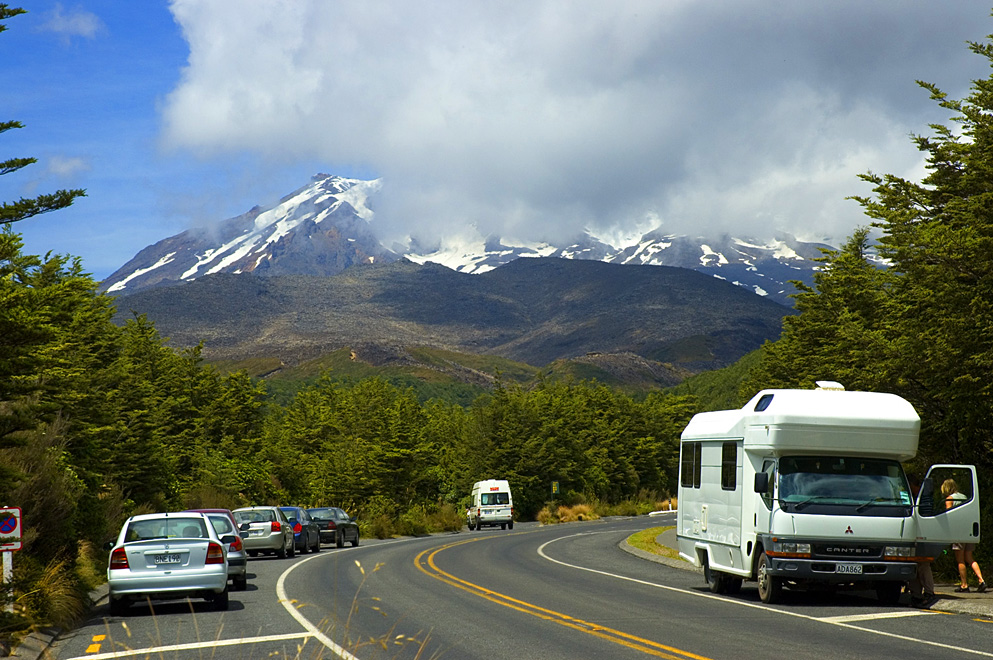
Вид на Руапеху з Вакапапа-Віллідж, Національний парк Тонгаріро.

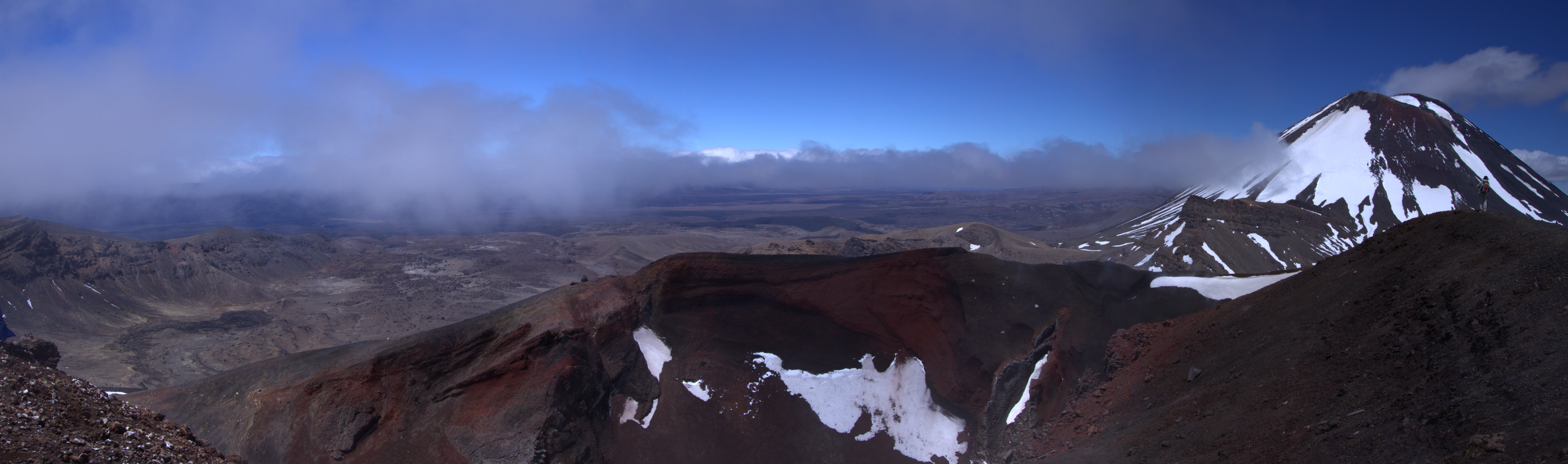
Вид на гору Нгаурухоє з маршруту «Альпійській перехід Тонгаріро»

Основні напрями рекреації — піші прогулянки й альпінізм влітку та катання на лижах і сноуборді взимку. Є також можливість для полювання, риболовлі, катання на гірських велосипедах, верхової їзди, рафтингу та огляду місцевості на літаках.
Гора Тонгаріро і її околиці є одним з декількох місць, де Пітер Джексон знімав «Володаря перснів»; туроператори та готелі організовують екскурсії, щоб подивитися ці місця.
Найбільш популярний маршрут у Національному парку є «Альпійський перехід Торнагіро». Його значна частина входить також до «Північного кола Тонгаріро», 2—4-денного туру, визнаного одним з дев'яти «Найкращих маршрутів» Нової Зеландії. Зі згаданих маршрутів можливі відгалуження на вершини Тонгаріро і Нгаурухоє. Інший маршрут парком — 3—6-денний «Маршрут довкола гори» навколо гори Руапеху. Крім цих, існує безліч коротких треків для одноденної прогулянки. Парк добре пристосований для туризму — крім згаданих треків, у ньому облаштовані скелелазні маршрути, три кемпінги, два прихистки у випадку непередбачуваних ситуацій, дев'ять державних і чотири приватних прихистки та інфраструктура у Вакапапа. Взимку ці маршрути також працюють.
Сніговий сезон триває від кінця червня до початку листопада. Найбільша зона гірськолижного катання, яка також називається Вакапапа, розташована на північно-західних схилах гори Руапеху. Вона має 15 підйомників, що обслуговують площу 5,5 км2. Безпосередньо поруч з областю катання розташовані 47 хатин лижного клубу, а в долині ночівля можлива у Вакапапа. Менша гірськолижна зона Туроа розташовується на південно-західному схилі. Хоча вона має тільки дев'ять підйомників, її територія 5 км2. Також там немає можливості ночівлі в гірськолижній зоні, а найближче місто — Охакуне. Ці два гірськолижних курорти з 2000 року мають спільне управління. Крім цих основних гірськолижних зон, є полів, є приватні гірськолижний курорт «Тукіно», який управляється «Desert Alpine Ski Club», і «Aorangi Ski Club» на південно-східному схилі.